# 因努阿
在因纽特人神话中，因努阿（inua ᐃᓄᐊ；复数：inuat ᐃᓄᐊᑦ）是存在于所有人、动物、湖泊、山脉和植物中的灵魂。这不是一个个体的灵魂，而是“生命力代表了该属的所有个体精神的链条或连续体，这些个体精神已经存在，正在存在或将存在。” 
在阿拉斯加沿海 Kuskokwim 湾附近的尤皮克人中，yua（yuk一词的绝对格形式，意为“人类；类人精神”）的内涵与北阿拉斯加伊努匹特人使用的词相似，他们（与因纽特人的方式相同）称其为inua或iñua。这个意思是基于大多数北极人民的共同理解，包括尤皮克人和因纽特人，即“整个世界都是有生命的，而都动物是有灵魂的”， 对现在、过去和将来的所有事物的生命和精神的相互联系的基本信念。这个概念类似于瑪那。
巫师和非萨满舞者佩戴的面具可以代表动物精神。精神面具代表了因努阿的整个属相，而不是该属相中的某个个体。例如，一个印章的精神面具，代表了所有印章精神的抽象或共通的本质。
对于北极人来说，人与动物是平等的，因为所有生命都拥有共同的灵魂或“生命本质”（因努阿）。这就造成了一个困境，即为了生存，人们必须杀死与自己相似的其他生物。认识到这种困境是狩猎实践的核心，而狩猎实践是基于尊重和互惠。只有当动物选择献出自己的生命作为礼物以换取整个社区的道德和尊重行为时，猎人才会成功。例如，在一只海豹被杀死后，清水被倒入它的嘴里，这样它的灵魂就不会感到口渴，其他海豹也会知道尊重它。
因努啊有时在神话中被拟人化，如Tarqiup因努啊（“月亮大师”）或很少见的Silap因努啊。Silap有多种含义。讨论Silap因努啊的含义，有时被翻译为“灵魂的所有者”或“精神的拥有者”，有人建议Silap因努啊可能更恰当地表示动画或参与“给予生命的精神”。 